# The Missionary Position: Mother Teresa in Theory and Practice
The Missionary Position: Mother Teresa in Theory and Practice (em português A Posição do Missionário: Madre Teresa na Teoria e na Prática) é um livro escrito pelo jornalista e polemista Christopher Hitchens, publicado em 1995. Ele é uma crítica feroz ao trabalho e filosofia de Madre Teresa, a fundadora de uma congregação religiosa católica romana internacional, e desafia a avaliação da mídia sobre seus esforços de caridade. A tese do livro, como resumido por um crítico, era que "Madre Teresa está menos interessada em ajudar os pobres do que em usá-los como uma fonte inesgotável de miséria para alimentar a expansão de suas crenças católicas romanas fundamentalistas."
Com apenas 128 páginas, foi relançado em formato brochura e e-book com prefácio de Thomas Mallon em 2012.